# Dafydd ab Hugh
a nu se confunda cu David D. Friedman, un scriitor american libertarian
Dafydd ab Hugh (n. David Friedman, 22 octombrie 1960) este un autor american de literatură științifico-fantastică. 
Ab Hugh este cel mai renumit pentru scrierea mai multe romane din franciza Star Trek. Împreună cu Brad Linaweaver a mai scris patru romane asociate cu jocul-video Doom. Noveleta sa "The Coon Rolled Down and Ruptured His Larinks, A Squeezed Novel by Mr. Skunk" a fost nominalizată pentru Premiul Hugo și Premiul Nebula. 

## Lucrări

### Romane din seria Doom
- Doom #1: Knee-Deep in the Dead (1995) cu Brad Linaweaver
- Doom #2: Hell on Earth (1995) cu Brad Linaweaver
- Doom #3: Infernal Sky (1996) cu Brad Linaweaver
- Doom #4: Endgame (1996) cu Brad Linaweaver

### Romane din seriaStar Trek
- Star Trek: Deep Space Nine
  - Fallen Heroes (1994)
  - Vengeance (1998)
  - The Conquered (1999) (Rebels, Book I)
  - The Courageous (1999) (Rebels, Book II)
  - The Liberated (1999) (Rebels, Book III)

- Star Trek: The Next Generation
  - Balance of Power (1994)

- Star Trek: Voyager
  - Invasion! Book Four: The Final Fury (1996)

### Alte romane
- Heroing (1987)
- Warriorwards (1990; continuare a romanului Heroing)
- Arthur War Lord (1994)
- Far Beyond the Wave (1994; continuare a romanului Arthur War Lord)
- Swept Away (1996)
- Swept Away: The Mountain (1996)
- Swept Away: The Pit (1996)